# Churchjela

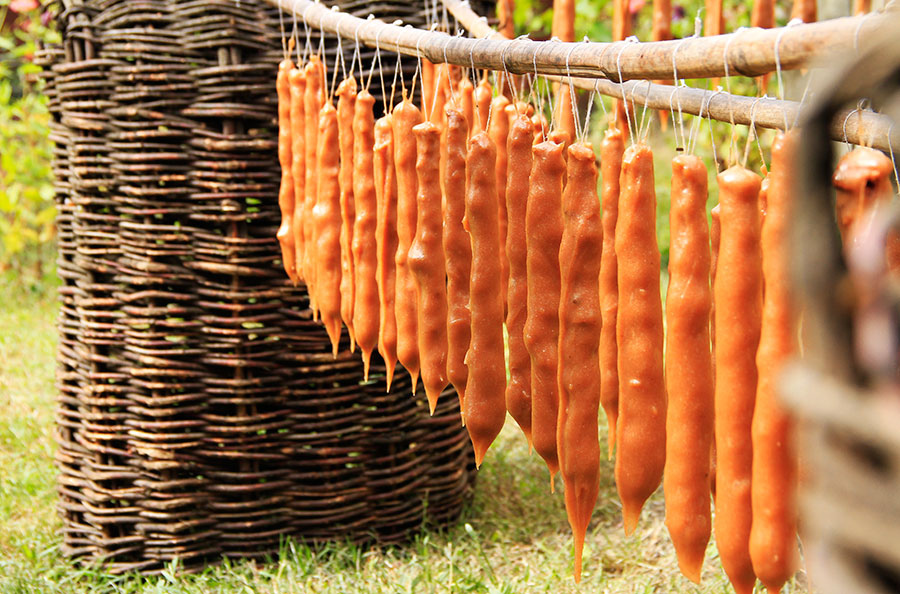
Churchjela.

El Churchjela, en (idioma georgiano: ჩურჩხელა); es un dulce tradicional en forma de salchicha procedente del Georgia. Es popular en Armenia, Rusia, Chipre, Grecia y Turquía. En turco se le llama Cevizli sucuk, literalmente "sucuk con nueces, debido a su forma de salchicha.
Los ingredientes principales son la uva mosto, las nueces, la harina, almendras, nueces, avellanas y, a veces las pasas de uva son ensartadas en una cuerda, es sumergido en espeso jugo de uva y jugos de fruta seca y con la forma de una salchicha.

## Consumo
Se puede comer tal cual o acompañado con vino y zivania.

## Galería

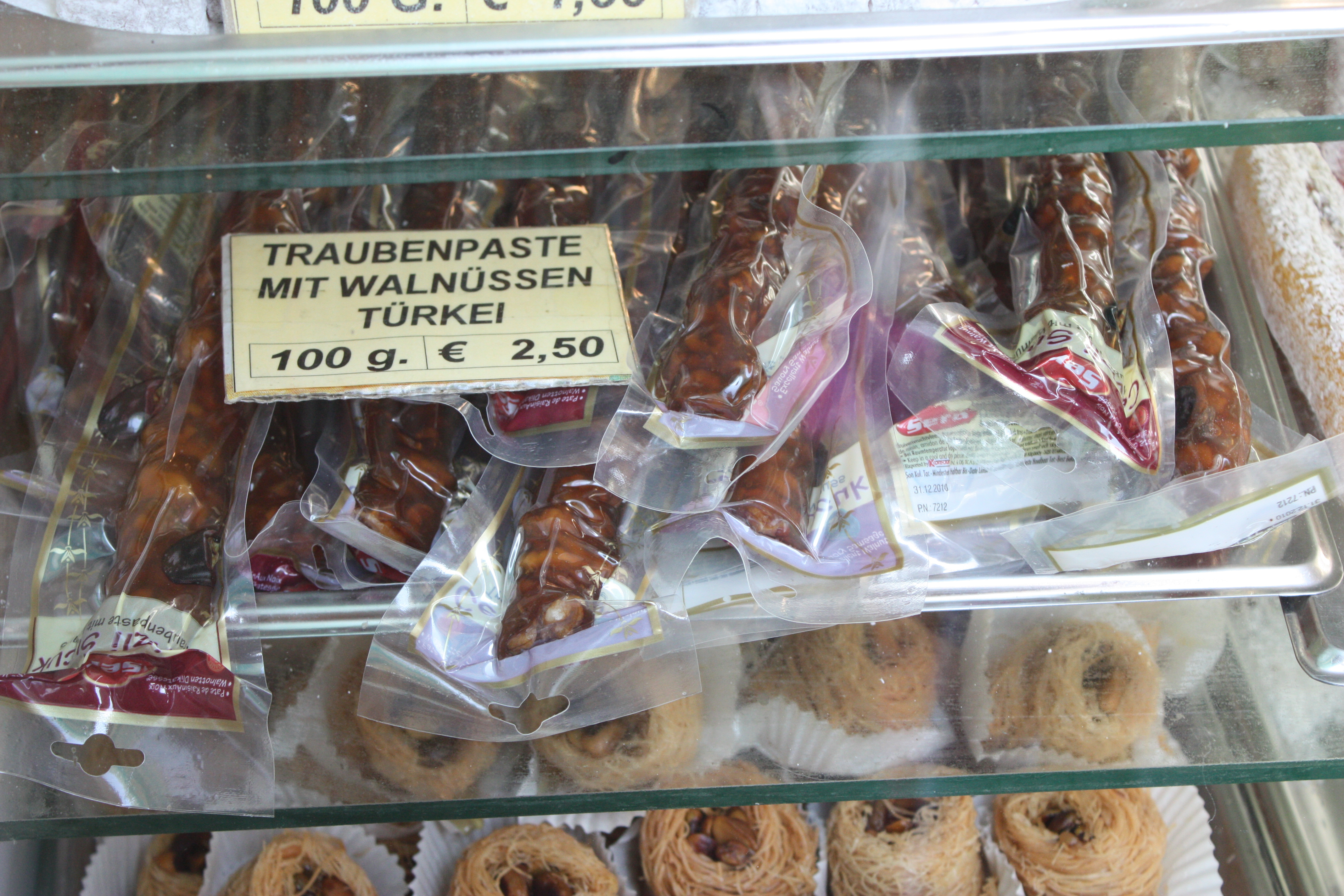
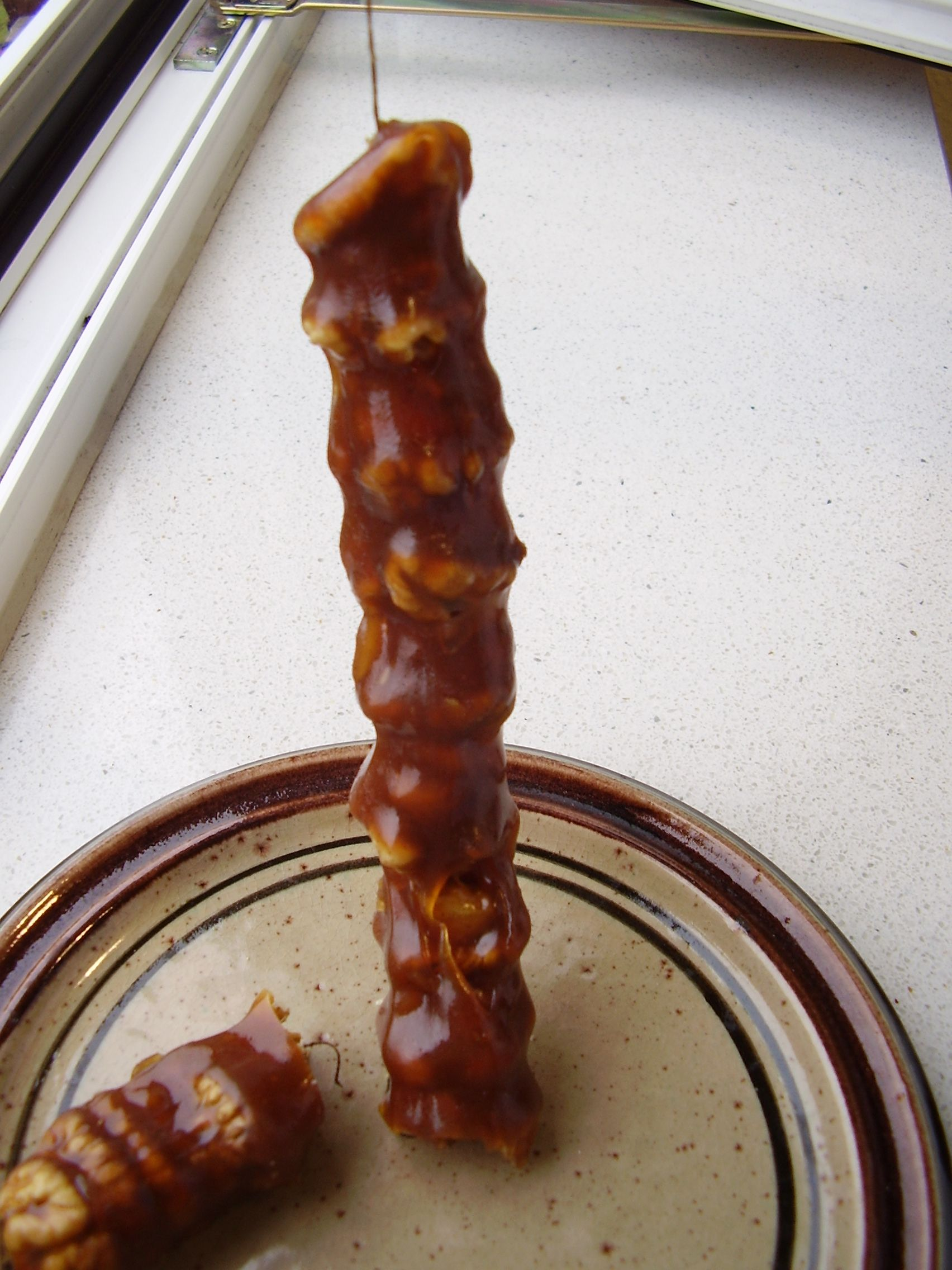
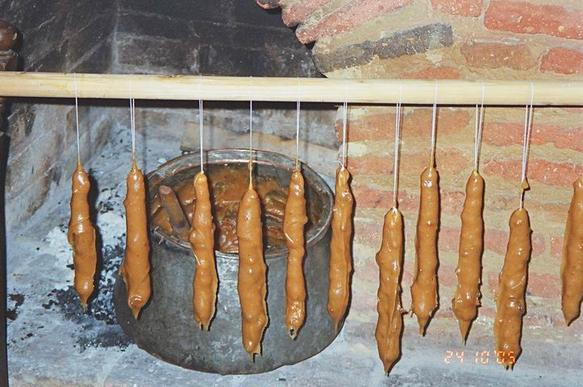
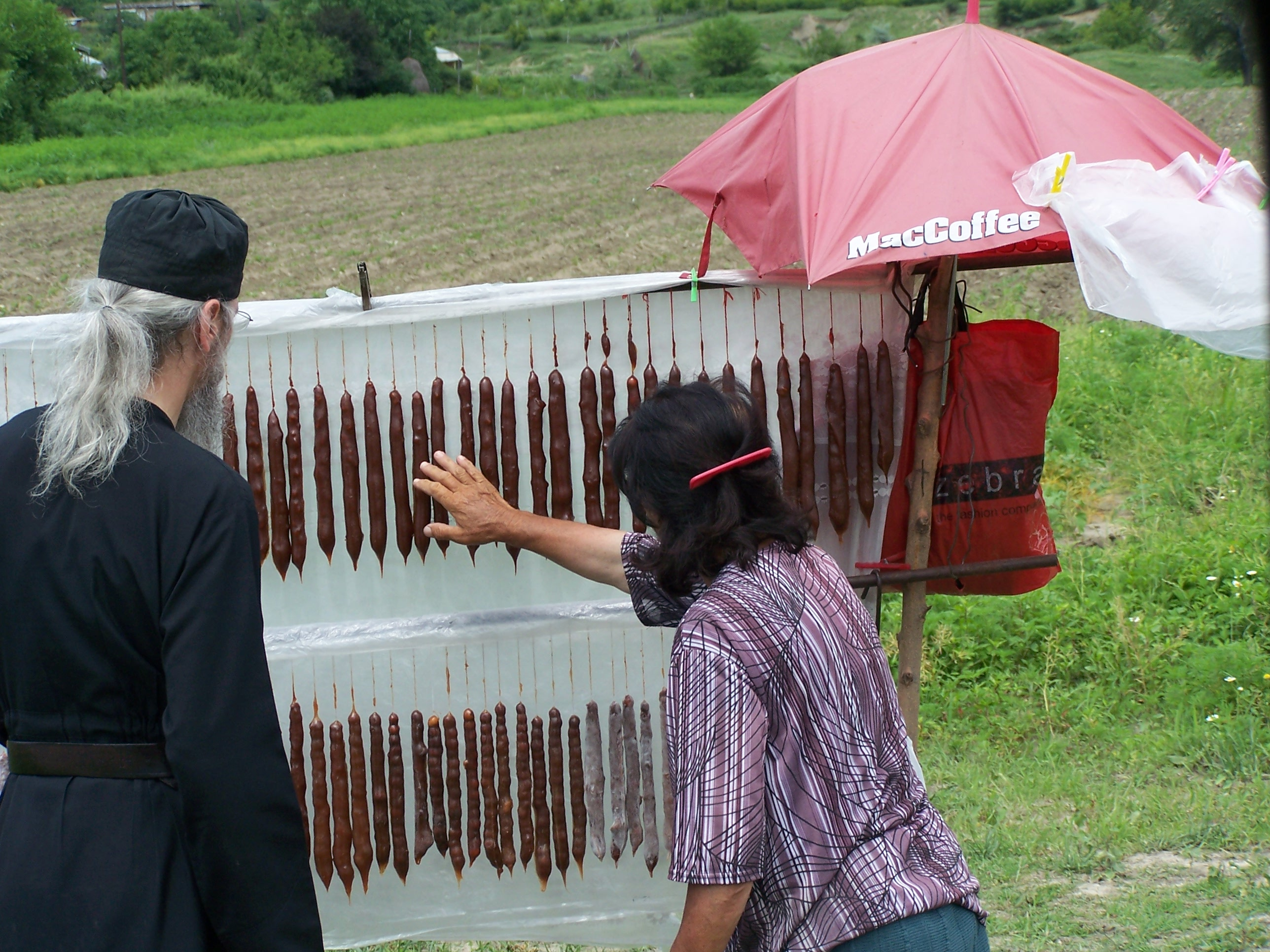
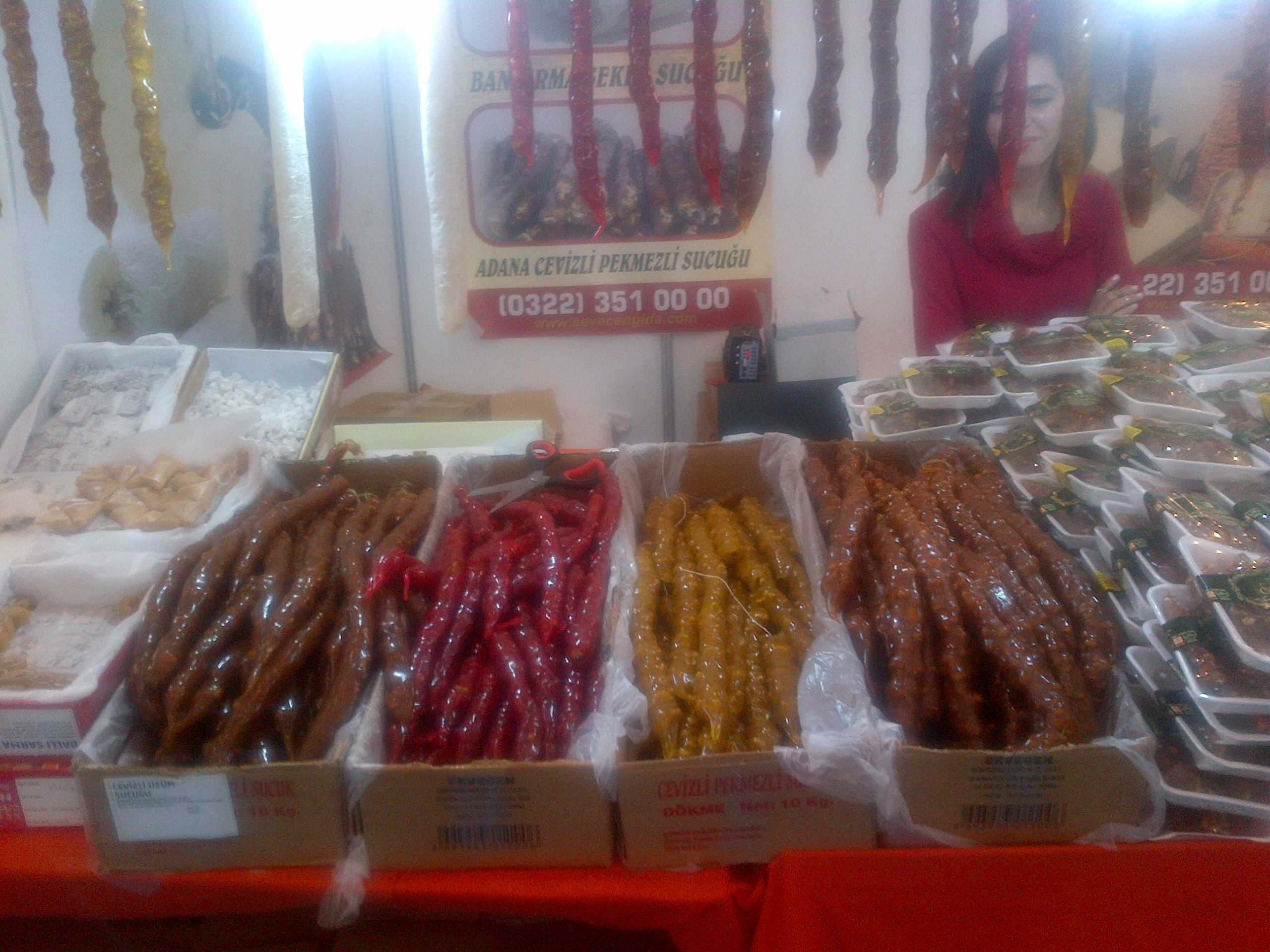